# Hypnum helvolum
Hypnum helvolum là một loài Rêu trong họ Hypnaceae. Loài này được (Mont.) Mitt. mô tả khoa học đầu tiên năm 1869.